# Ährenhirschmaus
Die Ährenhirschmaus oder Jalisco-Hirschmaus (Peromyscus spicilegus) ist ein im westlichen Mexiko verbreitetes Nagetier in der Gattung der Weißfußmäuse. Die Population wurde zeitweilig als Unterart der Borstenhirschmaus (Peromyscus boylii) geführt. Aufgrund abweichender morphologischer und genetischer Eigenschaften ist sie seit dem späten 20. Jahrhundert als Art anerkannt. Sie ist nah mit der Aztekenmaus (Peromyscus aztecus) verwandt.

## Merkmale
Mit einer Gesamtlänge von 189 bis 210 mm, inklusive eines 95 bis 108 mm langen Schwanzes sowie mit einem Gewicht von 22 bis 36 g ist die Art eine mittelgroße Weißfußmaus. Die Hinterfüße sind 23 bis 25 mm lang und die Länge der Ohren liegt bei 15 bis 17 mm. Das Fell der Oberseite ist hellbraun mit einigen eingestreuten dunkleren Haaren, die auf der Rückenmitte häufiger auftreten und eine dunkle Region erzeugen. An der Seite trennt ein breites ockerfarbenes Band die dunkle Oberseite von der weißen Unterseite. Typisch sind weiße vordere Extremitäten und dunkelbraune Beine. Die dunklen Ohren sind fast haarlos. Der Schwanz ist durch eine braune Oberseite und eine weiße Unterseite gekennzeichnet. Verglichen mit der Borstenhirschmaus ist der Schädel weniger abgerundet.

## Verbreitung
Das Verbreitungsgebiet liegt im Gebirge Sierra Madre Occidental und reicht von den Bundesstaaten Sonora sowie Chihuahua bis nach Colima und Michoacán. Die Ährenhirschmaus ist zwischen 15 und 1980 Meter Höhe zu finden. Sie lebt in tieferen Lagen in feuchten Wäldern und bewohnt in höheren Regionen felsige Gebiete, Flächen mit dornigen Büschen sowie Wälder mit Eichen und Kiefern.

## Lebensweise
Funde von Weibchen mit aktiven Milchdrüsen sind aus den Monaten Februar, März und November dokumentiert. Trächtige Weibchen wurden im August und Oktober gefangen. Bei zwei Weibchen war die Wurfgröße drei Nachkommen. Die Exemplare graben einfache Erdlöcher im Schutz von Büschen oder Klippen. Vermutlich besteht die Nahrung wie bei anderen Gattungsvertretern aus Pflanzensamen, Insekten und grünen Pflanzenteilen.

## Gefährdung
Schätzungsweise nahm die Gesamtpopulation durch Landschaftsveränderungen in den zehn Jahren vor 2016 mit 4 Prozent ab. Die Ährenhirschmaus tritt weiterhin häufig auf. Sie wird von der IUCN als nicht gefährdet (least concern) gelistet.